# Great Boiling Spring Park
Great Boiling Spring Park ist der historische Name eines früheren Parks auf einem Privatgrundstück in der Nähe von Gerlach, Nevada/Washoe County. Die Gegend gehört zur Black Rock Desert im Großen Becken der USA.
Seit den 1990er Jahren ist das Gebiet mit der als Great Boiling Spring bezeichneten Quelle nicht mehr für die Öffentlichkeit zugänglich.

## Beschreibung
Das Land rund um den Great Boiling Spring Park ist geologisch sehr vielgestaltig,
In der Region um den Park gibt es zahlreiche Quellen und Täler bzw. Talbecken,
denn er befindet sich in einer der geothermisch aktivsten Regionen Nevadas und beherbergt Dutzende von heißen Quellen und Thermalbecken.
Die Great Boiling Spring ist eingezäunt, um Schwimmer fernzuhalten.
In den 1960er und 1970er Jahren war der Park ein beliebtes Wochenendziel für die Einwohner Nevadas.
Der Park liegt 1208 Meter über dem Meeresspiegel.
Im Osten des Gebiets erhebt sich ein Höhenzug, der sich vom Granite Point (1468 m) nach Norden zieht, zu ihm gehört der höchste Punkt in der Gegend mit einer Höhe von 1647 Metern, er liegt 2,1 km nördlich des Parks.
Die Gegend ist dünn besiedelt, es leben hier weniger als 2 Menschen pro Quadratkilometer.
Der nächste Ort ist der Weiler Gerlach, 9,0 km südöstlich vom Great Boiling Spring Park.

## Klima
Das Klima ist kühl.
Die Durchschnittstemperatur beträgt 15 °C. Der heißeste Monat ist der Juli mit 33 °C und der kälteste der Januar mit −2 °C.
Die durchschnittliche Niederschlagsmenge beträgt 144 Millimeter pro Jahr. Der feuchteste Monat ist der Dezember mit 27 Millimeter Regen, der trockenste der Juni mit 4 Millimetern.

## Ökologie

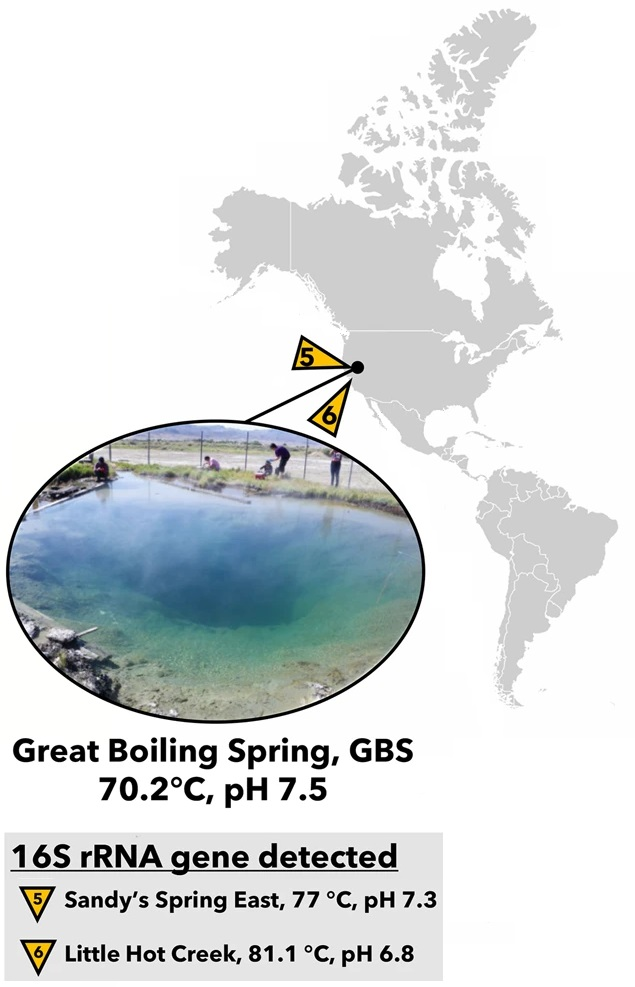
Great Boiling Spring (GBS) und weitere nahegelegene Quellen, an denen Culexarchaeia MAGs gefunden wurden.

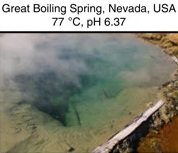

Das Gebiet um den Great Boiling Spring Park ist fast vollständig von Dickicht umgeben.
Die Thermalquelle Great Boiling Spring (GBS) war Gegenstand mikrobiologischer, insbesondere meteganomischer Untersuchungen. Unter anderem wurden dabei gefunden:
Bakterien:
- Thermocrinis jamiesonii (Aquificales), mit Referenzstamm GBS1T (T = Typus)[15]
- „Ca. Caldatribacterium saccharofermentans“ (Atribacterota alias OP9), mit 77CST (CS = corn stover ‚Maisstoppel‘), eine weitere Fundstelle sind die heißen Quellen des Little Hot Creek (LHC) in der Long Valley Caldera im US-Bundesstaat Kalifornien.[16][17][18]
- „Ca. Thermokryptus mobilis“ (Kryptonia, FCB-Gruppe) mit JGI-1T[19]

Archaeen:
- „Archaeoglobus fulgidus_A“ (Familie Archaeoglobaceae; Reich Methanobacteriati, früher Superphylum „Euryarchaeida“) mit SpSt-87T[20][21][22][23]
- „Geoglobus ahangari_A“ (ebenfalls Archaeoglobaceae, Methanobacteriati) mit SpSt-97T[20][21][24][25]
- „DTKF01 sp011370445“ (Hadesarchaeia, Methanobacteriati) mit SpSt-85T[26][27]
- „Ca. Culexarchaeum nevadnse“ (Culexarchaeia; Reich Thermoproteati, früher „TACK-Superphylum“) mit GBS-70-058T[28]

Viren:
- „Thermocrinis Great Boiling Spring virus“ (TGBSV, vorgeschlagene Gattung „Pyrovirus“ in der Klasse Caudoviricetes) mit Isolat GBS41 – Wirt: Thermocrinis (Aquificaceae; Bakterien-Reich Pseudomonadati).[29][30][31][32]